# Down to Earth (Peter Gabriel)
Down to Earth è un brano musicale coscritto e interpretato dal musicista inglese Peter Gabriel per il film d'animazione del 2008 WALL•E prodotto dalla Pixar Animation Studios. 

## Il brano
Il brano è stato scritto da Thomas Newman e Peter Gabriel e vede la partecipazione del Soweto Gospel Choir, gruppo gospel sudafricano.
La canzone ha ricevuto la candidatura al Golden Globe per la migliore canzone originale nell'ambito dei Golden Globe 2009, la candidatura per l'Oscar alla migliore canzone nell'ambito dei Premi Oscar 2009 e si è aggiudicata il Grammy Award alla miglior canzone scritta per un film, televisione o altri media audio-visivi nel 2009.

## Tracce
- Download digitale

1. Down to Earth (featuring The Soweto Gospel Choir) – 5:58